# Tiring Game
Tiring Game è un singolo del cantautore britannico John Newman, pubblicato il 26 agosto 2015 come terzo estratto dal secondo album in studio Revolve.
Il singolo ha visto la partecipazione vocale del cantautore statunitense Charlie Wilson.

## Video musicale
Il videoclip mostra i protagonisti divertirsi e ballare durante una festa.